# Pastor (ministro cristão)
Pastor são os títulos atribuídos ao ministro religioso no Cristianismo, especialmente em denominações aderentes ao Protestantismo.

## História

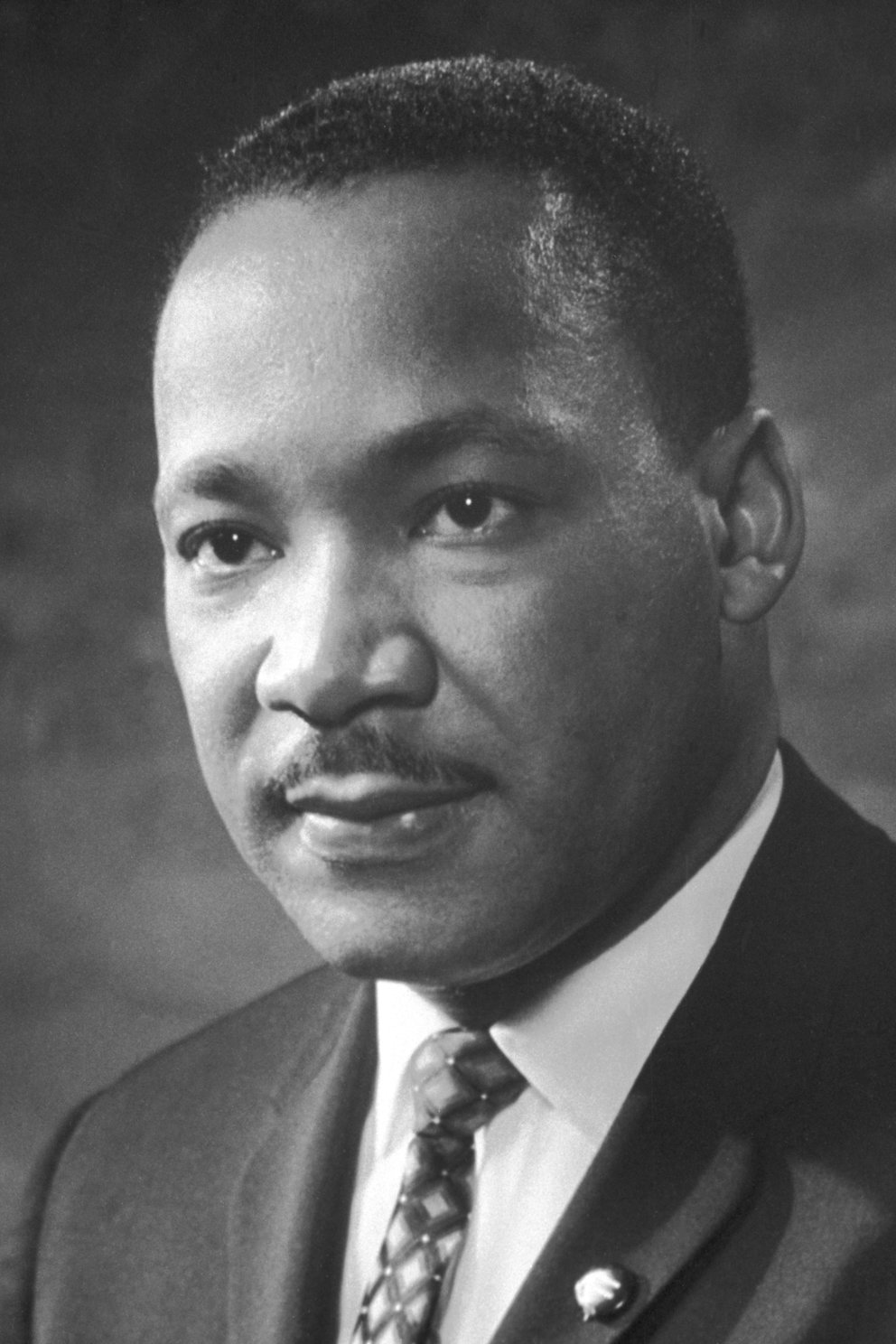
Pastor Martin Luther King Jr.

Dependendo da posição e da denominação, o ministro religioso pode ser chamado de pastor, reverendo, missionário, bispo, diácono (embora em algumas igrejas essa posição não seja de ministro), ancião e, recentemente, apóstolo. O rito de investidura do pastor é chamado ordenação ou consagração.
De acordo com o apóstolo Paulo, uma Igreja Local poderia ser dirigida por uma equipe de pastores.
Dependendo do ramo da Igreja, a função do pastor é desempenhada pelo presbítero ou bispo. Há situações no Novo Testamento onde esses termos parecem ser sinônimos.
Nos países de língua inglesa é normal referir-se aos párocos católicos romanos como pastor.

## A função do pastor
No geral, é dever do pastor dirigir a Igreja Local e cuidar de suas necessidades espirituais. Em Atos 20:28–31, estão discriminadas algumas atribuições específicas do pastor, tais como: apascentar a Igreja, refutar heresias doutrinárias e exercer vigilância contra pretensos opositores.
A figura do pastor é primordial para que a Igreja alcance seus propósitos, devendo o mesmo ter como modelo o próprio Jesus Cristo, qualificado como "o Bom Pastor".
Em sua primeira epístola universal, o apóstolo Pedro identificou Jesus Cristo como sendo o "Sumo Pastor" da Igreja Cristã.

## Cristianismo evangélico
No Cristianismo evangélico, a formação de pastores ocorre em um instituto de teologia evangélica por um período de um ano (certificado) a quatro anos (licenciatura ou a mestrado) em teologia evangélica. A consagração pastoral é geralmente feita pela igreja local, que o coloca como o principal intérprete da Bíblia. Pastores podem se casar e ter filhos.